# The Way You Are
För låten av Tears for Fears, se The Way You Are (sång av Tears for Fears).

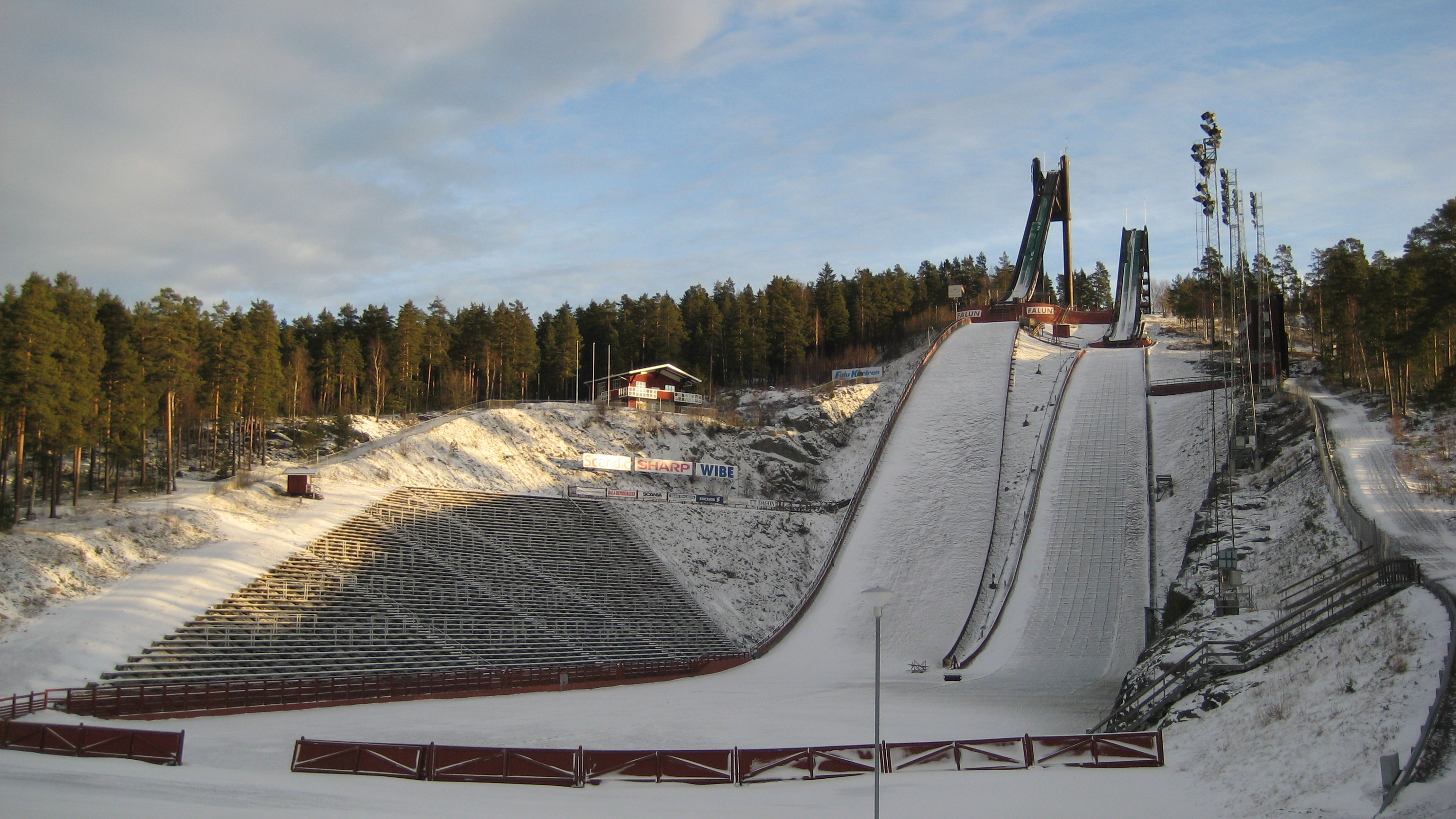
Sången användes för att marknadsföra Faluns ansökan om olympiska vinterspelen 1992.

"The Way You Are" är en sång skriven av låtskrivartrion Norell Oson Bard, och inspelad av Agnetha Fältskog och Ola Håkansson 1986, och använd för att marknadsföra Faluns ansökan om olympiska vinterspelen 1992. Falun fick aldrig spelen, men sången blev en stor hit i Sverige. B-sidan, "Fly Like the Eagle", är också en duett mellan samma artister, och båda sångerna hördes i dokumentären It's Time for Sweden.
Singeln toppade den svenska singellistan, men blev mindre framgångsrik i övriga världen.

## Versioner
| Version             | Längd | Utgivning                                           |
| ------------------- | ----- | --------------------------------------------------- |
| Singelversion       | 4:05  | "The Way You Are", 7" och 12"-vinyl                 |
| Singelversion       | 4:05  | My Love My Life - Agnetha Fältskog                  |
| Singelversion       | 4:05  | The Very Best of Secret Service - Secret Service    |
| Instrumentalversion | 4:05  | "The Way You Are", 12"-vinyl                        |
| Alternativ Mix      | 3:47  | That's Me - Agnetha Fältskog                        |
| Alternativ Mix      | 3:47  | Eyes of a Woman (remastrad 2005) - Agnetha Fältskog |
| 12" utökad version  | 6:33  | "The Way You Are", 12" vinyl                        |
| utökad version      | 5:47  | Aux Deux Magots - Secret Service                    |

## Singelns låtlista
7"-vinyl
1. "The Way You Are" (4:10)
2. "Fly Like the Eagle" (3:06)

12"-vinyl
1. "The Way You Are" (utökad version) (6:32)
2. "The Way You Are" (instrumental version) (4:07)
3. "The Way You Are" (7"-version) (4:07)

## Låtlista
| Lista (1986-1987) | Topplacering |
| ----------------- | ------------ |
| Sverige           | 1            |

### Fotnoter
1. ↑  ”Musikåret 1986 – Sverigetopplistan”. 80-talshits. 1 mars 1986. Arkiverad från originalet den 19 augusti 2014. https://web.archive.org/web/20140819084649/http://www.80-talshits.se/1986.html#sthash.x1DfFlly.dpbs. Läst 15 augusti 2014.
2. ↑  ”Swedishcharts”. 1986-1987. http://swedishcharts.com/showitem.asp?interpret=Agnetha+F%E4ltskog+%26+Ola+H%E5kansson&titel=The+Way+You+Are&cat=s. Läst 17 augusti 2014.